# Оливер Драгоевич
О̀ливер Драго̀евич (на хърватски: Oliver Dragojević; Сплит, 7 декември 1947 г. – Сплит, 29 юли 2018 г.) е хърватски певец и музикант, един от най-известните певци в страната си.
Награждаван е многократно на местни музикални събития, носител е на редица награди „Порин“ и освен многобройните си концерти в родна Хърватия пее и в парижката зала „Олимпия“ (24 април 2006 г.), нюйорския „Карнеги Хол“ (9 октомври 2008 г.), лондонския „Ройъл Албърт Хол“ (19 април 2010 г.), както и в операта в Сидни (10 ноември 2011 г.).
Певецът има концерти в редица страни по света, но след Хърватската война за независимост от 90-те години не изнася нито един в Сърбия. Много пъти след войната изказва мнението си, че сърбите са нанесли твърде много злини на Хърватия, че да изнесе концерт там, и напук на медиите отхвърля възможността да изнесе концерт в Белград, оставайки непреклонен.

## Биография
Роден е в семейството на Марко (1908 – 1991 г.) и Ката Драгоевич (1907 – 1994 г.). Прекарва детството си във Вела Лука, откъдето е родом и семейството му. Учи в музикалното училище в Сплит. Най-напред учи пиано, а впоследствие – кларинет и китара. Първата му среща с музиката е, когато е на пет години и баща му му подарява устна хармоника, с която забавлява децата от улицата, на която живее, както и пътниците на кораба по честата линия Сплит – Вела Лука. Първото му качване на сцена е на сплитския детски фестивал през 1961 г. с популярната песен Baloni („Балони“). Същевременно заедно с по-големия си брат Альоша (1946 – 2011 г.) записва световни хитове към местното радио.
През 1963 г. прави опити като певец и клавирист на сплитския състав „Батали“. В конкурса за певци любители в Хърватия се класира на първо място за изпълнението си на песента Yesterday („Вчера“) на „Бийтълс“. Дебютът му като самостоятелен изпълнител е на Сплитския фестивал през 1967 г. по идея на композитора Зденко Рунич с песента Picaferaj („Палителят на уличните лампи“), с която не успява да се класира за финалната вечер, но която ще стане един от най-големите хитове на певеца. След неуспеха си на фестивала до 1972 г. певецът свири в многобройни западноевропейски клубове. След кратък период с „Дубровачки трубадури“, траял по-малко от година, и група „Море“ и отново се присъединява към „Батали“.
На Сплитския фестивал се завръща през 1974 г. и печели I награда за песента Ča će mi Copacabana („За какво ми е Копакабана“). След това подновява творческото си сътрудничество със Зденко Рунич и на следващото издание на фестивала изпълнява Galeb i ja („Гларусът и аз“), бележеща началото на дългогодишното и плодовито сътрудничество на най-тиражирания и най-награждавания хърватски тандем.

### Болест и смърт
По време на погребението на музиканта Реми Казиноти на 7 август 2017 г. на Драгоевич му прилошава и е отведен с линейка в болница, където няколко дни по-късно му е открит рак на белия дроб.
Поради лошото си здравословно състояние не се явява на връчването на наградите „Порин“ в сплитската „Спаладиум Арена“ през март 2018 г. Тъй като химиотерапията не дава желаните резултати, Драгоевич се чувства все по-зле и в края на юни е преместен в раковия отдел на местния клиничен болничен център, където на 29 юли 2018 г. в два часа сутринта почива на 71-годишна възраст след едногодишна борба с рака на белия дроб. Многобройни негови колеги музиканти, спортисти и други се прощават с него в социалните мрежи.
На 31 юли 2018 г. десетки хиляди изпращат ковчега му на катамаран за родната му Вела Лука, а в предобедните часове пред пълния Хърватски народен театър в Сплит се състои тържествено опело, на което присъстват висши длъжностни лица начело с президентката Колинда Грабар-Китарович и министър-председателя Андрей Пленкович. На 1 август 2018 г. певецът е погребан на велолушкото гробище в кръга на семейството си, приятели и съграждани.

## Личен живот
През 1973 г. по време на свой концерт в Дубровник се запознава с бъдещата си съпруга Весна, за която се жени през следващата година. Двамата имат трима синове: Дино (р. 1975 г.) и близнаците Дамир и Давор (р. 1978 г.). Двойката има петима внуци, а месец след смъртта на певеца се ражда и шестият му внук. Има дългогодишно приятелство с композитора Зденко Рунич, който написва около двеста песни за него.

## Дискография

### Студийни албуми
- 1975 – Ljubavna pjesma
- 1977 – Malinkonija
- 1978 – Poeta
- 1979 – Vjeruj u ljubav
- 1981 – Ðelozija
- 1981 – Jubavi, jubavi
- 1982 – Karoca
- 1984 – Evo mene među moje
- 1985 – Oliver 10: Svoju zvizdu slidin
- 1987 – Oliver
- 1987 – Pionirsko kolo
- 1988 – Svirajte noćas za moju dušu
- 1990 – Jedina
- 1992 – Teško mi je putovati
- 1994 – Neka nova svitanja
- 1995 – Vrime
- 1997 – Duša mi je more
- 2000 – Dvi, tri riči
- 2002 – Trag u beskraju
- 2005 – Vridilo je
- 2010 – Samo da je tu
- 2013 – Tišina mora

### Концертни албуми
- 1989 – Oliver u HNK
- 1996 – Oliver u Lisinskom – live
- 2001 – Oliver u Areni
- 2004 – Oliver: koncert
- 2006 – À l'Olympia

### Сборни албуми
- 1976 – Našoj ljubavi je kraj
- 1980 – Oliver 5
- 1986 – Za sva vremena
- 1992 – Oliver mix
- 1994 – Sve najbolje
- 2003 – Oliver i prijatelji (Vjeruj i ljubav)
- 2006 – Oliver 1
- 2006 – Oliver 2
- 2006 – Oliver – The Platinum Collection
- 2007 – Kozmički dalmatinac

## Участия на фестивали
| - 1967 – Picaferaj - 1974 – Na kraju puta - 1974 – Ča će mi Copacabana (I награда на публиката) - 1975 – Galeb i ja - 1975 – 2002 godine u Splitu - 1976 – Skalinada (награда за изпълнение); (I награда на журито) - 1976 – Zelenu granu s tugom žuta voća - 1977 – Malinkonija (II награда на публиката) - 1977 – Romanca - 1978 – Oprosti mi, pape (I награда на публиката) - 1978 – Poeta (I награда на публиката) - 1978 – Cvit Mediterana (I награда на публиката и I награда на журито) - 1979 – Vjeruj u ljubav - 1980 – Piva klapa ispo' volta - 1980 – Nadalina (дует с Борис Дворник) (I награда на публиката, I награда на журито и Голяма награда) - 1981 – Infiša san u te - 1981 – Lipa moja ča si blida - 1981 – Uvik žaj mi bi'će - 1981 – Štorija - 1982 – Karoca (I награда на журито) - 1983 – A vitar puše (II награда на публиката) - 1984 – Luce mala (дует с Мариол) - 1984 – Anđele moj (III награда) - 1985 – Svoju zvizdu slidin - 1986 – Dišperadun - 1986 – Mižerja - 1987 – Stine (5-о място) - 1988 – Što to bješe ljubav (I награда на експертното жури) - 1988 – Veslaj, veslaj (дует с Мери Цетинич по време на вечерта на сплитските бисери) - 1989 – Od sveg tebi srca fala (дует с близнаците Смое; III награда на експертното жури) - 1989 – Galeb i ja (III награда на експертното жури и II награда на публиката по време на вечерта на сплитските бисери от 1971 до 1980 г.) - 1990 – Neka se drugi raduju (I награда на публиката) - 1990 – Ti si moj san (дует със Зорица Конджа; I награда на журито, II награда на публиката) - 1990 – Nadalina (Вечер на сплитските бисери) - 1992 – Bez tebe (златен медал; 4-то място) - 1993 – Cesarica (Голяма награда) - 1994 – Jubav moja - 1995 – Nisan ja za te - 1995 – Morski vuk (дует с Тони Цетински) - 1996 – Margarita - 1996 – Pjesma anđela (дует с Цецилия) - 1997 – Ispod sunca zlatnoga | - 1977 – Ako izgubim tebe - 1979 – Danijela - 1982 – Gospojice, lipo dite - 1983 – Moje prvo pijanstvo (I награда на публиката, I награда на експертното жури, награда за най-добър текст и за най-добро изпълнение) - 1988 – Jedan od mnogih (II награда) - 1976 – Prva ljubav - 1977 – Majko, da li znaš - 1978 – Ključ života - 1975 – Cesta sunca - 1976 – Pjevaj s nama - 1978 – Zbogom, ostaj, ljubavi (I награда на публиката) - 1980 – Zabranjeno voće - 1981 – Zaboravi - 1982 – Laku noć, Luigi, laku noć, Bepina - 1982 – Ćer od stareg kalafata - 1982 – Mama - 1984 – Kamen ispod glave (I награда на журито на югославските радиостанции „Златна камелия“) - 1977 – Nedostaješ mi ti - 1978 – Molitva za Magdalenu (II награда на публиката) - 1979 – Nocturno - 1984 – Spavaj, Katarina - 1985 – Kad bi samo ljubit znala - 1988 – Ako ikad ozdravim - 1996 – Gore si ti - 1988 – Dženi (2-ро място) - 1990 – Sreća je tamo gdje si ti (дует със Зорица Конджа; 3-то място) - 1994 – Ar'ja (4-то място) - 1995 – Boginja (2-ро място) - 1997 – Lučija (8-о място) |

|}